# Recchia connaroides
Recchia connaroides, vrsta drveta iz porodice Surianaceae raširenog po tropskim krajevima meksičke države Oaxaca.
Prvi puta opisano je 1905. kao Rigiostachys connaroides.

## Sinonimi
- Rigiostachys connaroides Loes. & Soler.